# 慈愛の聖母 (エル・グレコ)
『慈愛の聖母』（じあいのせいぼ、西: La Virgen de la Caridad、英: The Virgin of Charity）は、クレタ島出身のマニエリスム期スペインの巨匠エル・グレコが1603–1605年にキャンバス上に油彩で制作した絵画である。イリェカスにあるカリダー施療院 (Santuario de Nuestra Señora de la Caridad) 附属礼拝堂の高祭壇のために制作された5点の作品群のうちの1点で、それらの作品はみな聖母マリアの栄光を讃えるものであった。本作とその他の3点 (『受胎告知』、『キリストの降誕』、『聖母戴冠』) は現在もカリダー施療院に掛けられているが、もう1点の『聖母の結婚』はルーマニア国立美術館に所蔵されている。本作は、マントを広げて人々を庇護する「慈愛の聖母」を表している。

## 作品
エル・グレコは、1603年の夏から1605年の夏までの約2年間にカリダー施療院の高祭壇のために上記の5点の絵画を制作した。今世紀初頭に施療院附属礼拝堂は大幅に改修され、エル・グレコの5点の作品群の状態を伝える資料が何もないことから、これらの作品が置かれていた位置は、作品群の完成から2年間も続いた画家と施療院参事会の間の金銭上のトラブルを伝える記載、施療院改修前の状態を見たコッシオ (Cossio) の記録から窺い知るのみである。
カリダー施療院の祭壇衝立の中央には聖ルカが彫ったという伝説の聖母子像が安置されたが、本作はその上方に掲げられていた。マントを広げて人々を庇護する本作の図像は、「慈愛」を意味する「カリダー (caridad)」の名を持つ施療院にとって最も重要な主題の1つであった。
この作品に描かれている肖像はすべて当時のトレドの町の人物である。彼らが身に着けているひだ襟は、約20年前のエル・グレコの『オルガス伯の埋葬』 (1586年、サント・トメ教会、トレド) の時代に比べて非常に大きなものとなっていた。画面にこうしたひだ襟が描かれただけでなく、画面下部右側に画家の息子ホルヘ・マヌエル・テオトコプリ (その姿は、セビーリャ美術館にあるエル・グレコの『ホルヘ・マヌエル・テオトコプリの肖像』に描かれている年齢とほぼ同じである) や実在の人物が登場していることは施療院側から不適切とされ、エル・グレコは修正を要求された。過去のある時期に、ひだ襟は塗りつぶされたが、最近になって修復された。
なお、エル・グレコと施療院の間の係争の本質は、図像上の欠点よりも報酬額であったと思われる。施療院の高祭壇のために描かれた作品群の完成後の査定では施療院に圧倒的に有利な低額が示され、以後2年近くにも及ぶ訴訟に発展したが、最終的にエル・グレコは当初よりもさらに低額の報酬を受け入れることとなった。